# Championnat d'Irlande du Nord féminin de football 2021
Navigation
Édition précédente Édition suivante
La saison 2021 du Championnat d'Irlande du Nord féminin de football Women's Premier League est la dix-huitième saison du championnat. Le Glentoran Women's Football Club vainqueur de l'édition précédente remet son titre en jeu. 

## Organisation
Le championnat rassemble six équipes. Au terme de la saison 2020 aucune équipe n'a été reléguée et aucune n'a été promue.
La compétition se déroule en deux séries de matchs aller-retour, soit vingt rencontres au total.La première journée est programmée pour le 28 avril 2021 et la dernière pour le 6 octobre 2021.

## Les clubs participants
| \| Glentoran Crusaders Linfield Cliftonville Sion Swifts Ladies Derry City Ladies \| Localisation des clubs engagés dans le championnat. |
| Glentoran Crusaders Linfield Cliftonville Sion Swifts Ladies Derry City Ladies                                                           |

Ce tableau présente les six équipes qualifiées pour disputer le championnat. 
| Club                                                  | Stade                                 | Capacité | Ville       |
| ----------------------------------------------------- | ------------------------------------- | -------- | ----------- |
| Cliftonville Ladies Football Club                     | Rathmore Grammer School 3G pitch      | -        | Belfast     |
| Crusaders Newtownabbey Strikers Women's Football Club | Seaview                               | 3 383    | Belfast     |
| Derry City Ladies Football Club                       | Prehen Playing Fields                 | -        | Londonderry |
| Glentoran Women's Football Club                       | Billy Neill Playing Field (Terrain 2) | -        | Belfast     |
| Linfield Ladies Football Club                         | Billy Neill Playing Field (Terrain 1) | -        | Belfast     |
| Sion Swifts Ladies And Girls Football Club            | Melvin Sports Complex                 | 2 000    | Strabane    |

## Compétition
La tenue de la compétition a pendant longtemps été remise en cause par la pandémie de Covid-19 et l'interdiction de la pratique sportive pour les amateurs en Irlande du Nord qui en a découlé. Ainsi les deuxièmes et troisièmes divisions masculines ont été tout simplement annulée pour la saison 2020-2021.
C'est donc un grand soulagement pour les joueuses quand le 18 mars 2021 l'IFA annonce le programme du championnat et son lancement pour le 28 avril 2021.
Le 14 mai, lors de la troisième journée, le Derry City Ladies remporte sa première victoire depuis 2019 en battant Sion Swifts Ladies par un but à zéro.
Les Cliftonville Ladies réalisent le début de saison parfait avec six victoires en autant de matchs.

### Classement
| Rang | Équipe              | Pts | J  | G  | N | P  | Bp | Bc | Diff |
| ---- | ------------------- | --- | -- | -- | - | -- | -- | -- | ---- |
| 1    | Glentoran Women's T | 52  | 20 | 17 | 1 | 2  | 81 | 16 | +65  |
| 2    | Cliftonville Ladies | 49  | 20 | 16 | 1 | 3  | 73 | 27 | +46  |
| 3    | Crusaders Strikers  | 28  | 20 | 9  | 1 | 10 | 32 | 30 | +2   |
| 4    | Sion Swifts Ladies  | 22  | 20 | 7  | 1 | 12 | 32 | 41 | -9   |
| 5    | Linfield Ladies     | 20  | 20 | 6  | 2 | 12 | 35 | 61 | -26  |
| 6    | Derry City Women    | 6   | 20 | 2  | 0 | 18 | 13 | 91 | -78  |

| Légende : Qualifications et relégations | Légende : Qualifications et relégations                                                                                    |
| --------------------------------------- | --- |
|                                         | Ligue des champions féminine de l'UEFA 2022-2023                                                                           |
|                                         | Barrage de relégation |
|                                         | Relégation |
|                                         | T : Tenant du titre P : Promu C : Vainqueur de la Coupe d'Irlande du Nord 2021 CL : Vainqueur de la Coupe de la Ligue 2021 |

### Résultats
| Résultats (▼dom., ►ext.)                                   | CFT | CRU | DER  | GBU | LIN | SIS |
| Cliftonville Ladies                                        |     | 4-1 | 12-0 | 4-2 | 3-2 | 6-2 |
| Crusaders Strikers                                         | 0-1 |     | 4-1  | 1-2 | 1-0 | 2-1 |
| Derry City Ladies                                          | 0-4 | 0-1 |      | 2-8 | 1-4 | 1-0 |
| Glentoran Belfast United                                   | 4-1 | 1-0 | 3-0  |     | 3-0 | 4-1 |
| Linfield Ladies                                            | 1-4 | 1-3 | 3-1  | 1-1 |     | 3-0 |
| Sion Swifts                                                | 0-1 | 2-2 | 2-1  | 0-3 | 6-0 |     |
| - Victoire à domicile - Match nul - Victoire à l'extérieur |     |     |      |     |     |     |

| Résultats (▼dom., ►ext.)                                   | CFT | CRU | DER | GBU | LIN | SIS |
| Cliftonville Ladies                                        |     | 2-1 | 9-0 | 0-4 | 0-0 | 3-2 |
| Crusaders Strikers                                         | 1-3 |     | 3-0 | 0-2 | 6-2 | 2-1 |
| Derry City Ladies                                          | 1-6 | 2-1 |     | 0-7 | 1-6 | 0-4 |
| Glentoran Belfast United                                   | 3-2 | 3-0 | 9-1 |     | 9-0 | 3-1 |
| Linfield Ladies                                            | 2-5 | 4-1 | 2-1 | 0-9 |     | 3-4 |
| Sion Swifts                                                | 1-3 | 0-2 | 1-0 | 2-1 | 2-1 |     |
| - Victoire à domicile - Match nul - Victoire à l'extérieur |     |     |     |     |     |     |

## Bilan de la saison
| Championnat d'Irlande du Nord féminin de football 2021        |                                            |
| Champion                                                      | Glentoran Women's Football Club (9e titre) |
| Dauphin                                                       | Cliftonville Ladies                        |
| Qualifications continentales                                  |                                            |
| Ligue des champions féminine de l'UEFA 2022-2023              | Glentoran Women's Football Club            |
| Promotions et relégations                                     |                                            |
| Promus en Championnat d'Irlande du Nord féminin de football   |                                            |
| Relégués en Championnat d'Irlande du Nord féminin de football |                                            |